# Prieuré de Mirailles
Le prieuré de Mirailles est un ancien prieuré situé à Lagrasse, en France.

## Localisation
Le prieuré est situé sur la commune de Lagrasse, dans le département français de l'Aude.

## Historique
L'édifice est inscrit au titre des monuments historiques en 1948.